# Charlotte Leysen
Charlotte Leysen (Schoten, 21 december 1987) is een Belgisch televisiepresentatrice, zangeres en actrice. Ze werd bij de Vlaamse jeugd bekend als 'wrapster' bij Ketnet, de kinderzender van de VRT.

## Loopbaan
Leysen is afgestudeerd aan de Dansacademie van Tilburg. Voorheen volgde ze in het Broadway Dance Center in New York een half jaar opleiding dans, zang en drama.
Als 12/13-jarige was zij te zien in twee musicals van Studio 100. In de musical Pinokkio 2000 was ze lid van het kinderensemble in België en Nederland, samen met onder anderen Lien Van de Kelder. Een jaar eerder, in 1999, speelde ze, afwisselend met 3 andere meisjes, Kleine Madeleen, een van de stiefzusjes in 'Assepoester.
Ze werd in april 2011 winnares van het programma ID-Kits Wie wordt wrapper?, een zoektocht naar een nieuwe wrapper voor de zender. Van toen tot en met 18 oktober 2019 was ze wrapper op Ketnet.
In december 2011 was ze te zien als ensemble lid in de musical Fiddler on the Roof.
In 2012 nam ze samen met Brahim het liedje Move tegen pesten op in het kader van de Vlaamse Week tegen Pesten. Met dit nummer wonnen ze datzelfde jaar de Radio 2 Zomerhit-prijs in de categorie Kidspop.
Van 2013 tot 2018 was Leysen ook lid van de Ketnetband, in 2015 speelde ze een hoofdrol in Kadanza.
Van 2014 tot 2016 speelde ze mee in de drie seizoenen van het Ketnet-programma GoGoGo als Free. In 2018 was ze meerdere maanden uit circulatie na een voedselvergiftiging opgelopen tijdens een verblijf in Togo.
Eind 2021 was Leysen jurylid in Ketnet musical: de finale.
Huidig (anno 2025):
Lee Arrendell · Thomas De Smet · Nona 't Jolle · Nidal van Rijn · Emma Vanthielen
Voormalig (1997–2024):
Jelle Cleymans (2002–2007) · Staf Coppens (1999–2004) · Karolien Debecker (2006–2009) · Veerle Deblauwe (2003–2006) · Sam De Bruyn (2009) · Niels Destadsbader (2009–2014) · Ianka Fleerackers (1998–2001) · Tom Gernaey (2006) · Sander Gillis (2012–2023) · An Jordens (1998–2005) · Melvin Klooster (2006–2012) · Heidi Lenaerts (2006–2007) · Friedl' Lesage (1997–1998) · Charlotte Leysen (2011–2019) · Véronique Leysen (2009–2013) · Kristien Maes (2007–2012) · Gloria Monserez (2020-2024) · Sarah Mouhamou (2014-2025) · Leonard Muylle (2012–2018) · Sven Ornelis (1997–1999) · Peter Pype (2004–2012) · Ben Roelants (2009) · Mark Tijsmans (1997–2002) · Héritier Tipo (2022–2024) · Thomas Van Achteren (2015–2022) · Katrien Van Deuren (1998–1999) · Peter Van de Veire (1997–2002) · Steven Van Herreweghe (1997–2002) · Kobe Van Herwegen (2006–2011) · Ilse Van Hoecke (1998–2004) · Gitte Van Hoyweghen (1997–2001) · Britt Van Marsenille (2004–2008) · Sofie Van Moll (2001–2007) · Erika Van Tielen (2003–2006) · Henk Vermeulen (1998–2004) · Aron Wade (1998–2003) · Sien Wynants (2012–2022)